# Castillo de Fuensaldaña
El castillo de Fuensaldaña es un castillo de llanura situado en la localidad de Fuensaldaña, a 6 km de Valladolid (provincia de Valladolid, Castilla y León, España). Actualmente es un museo medieval.

## Historia

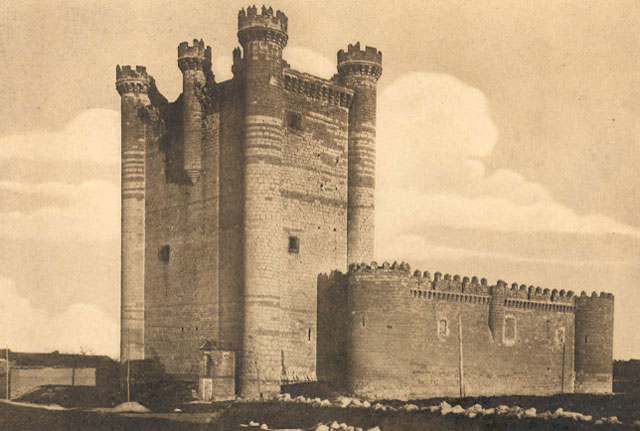
Imagen antigua

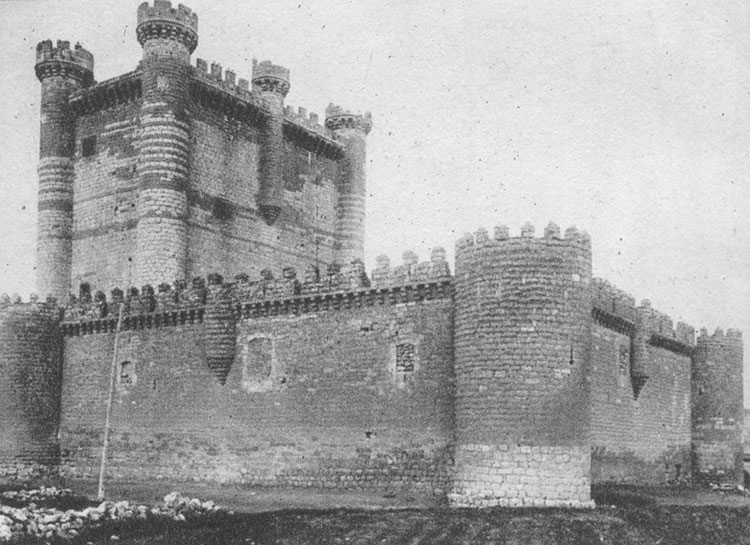
Foto antigua

Fue construido en el siglo XV por la familia Vivero —nobles de origen gallego— como residencia señorial siguiendo el modelo de castillo llamado escuela de Valladolid. Se inició en 1452, por encargo de Alonso Pérez de Vivero, secretario y contador mayor del rey Juan II, quien había ido comprando las tierras de los abades de Valladolid y Matallana en la localidad; su muerte prematura hizo que fuese concluido por su nieto Alonso de Vivero, segundo vizconde de Altamira y protector del matrimonio secreto de los Reyes Católicos, celebrado en su Palacio de Valladolid, y que pasaron su luna de miel en este castillo.
Concebido como residencia y no como fortaleza militar, nunca contó con una gran guarnición. Fue tomado por los  comuneros con facilidad. Antes de ser abandonado como castillo palaciego, apenas contaba con una guarnición de seis soldados.

## Descripción y características
Su fisonomía es la típica de un castillo señorial, con torre del homenaje, de 34 m de altura y de sección rectangular, y un sencillo recinto cuadrado con cubos en las esquinas, en cuyo patio de armas se ha construido el hemiciclo de las Cortes de Castilla y León. A la torre se accedía por un puente levadizo.
Tiene tres pisos interiores y un sótano comunicados por una escalera de caracol de planta cuadrada que llega hasta una terraza almenada y con cuatro garitas en sus esquinas que se prolongan hasta el suelo en cuatro finas torretas. Cada piso consta de una amplia estancia abovedada, provista de ventanas con rejas.

## Estado de conservación

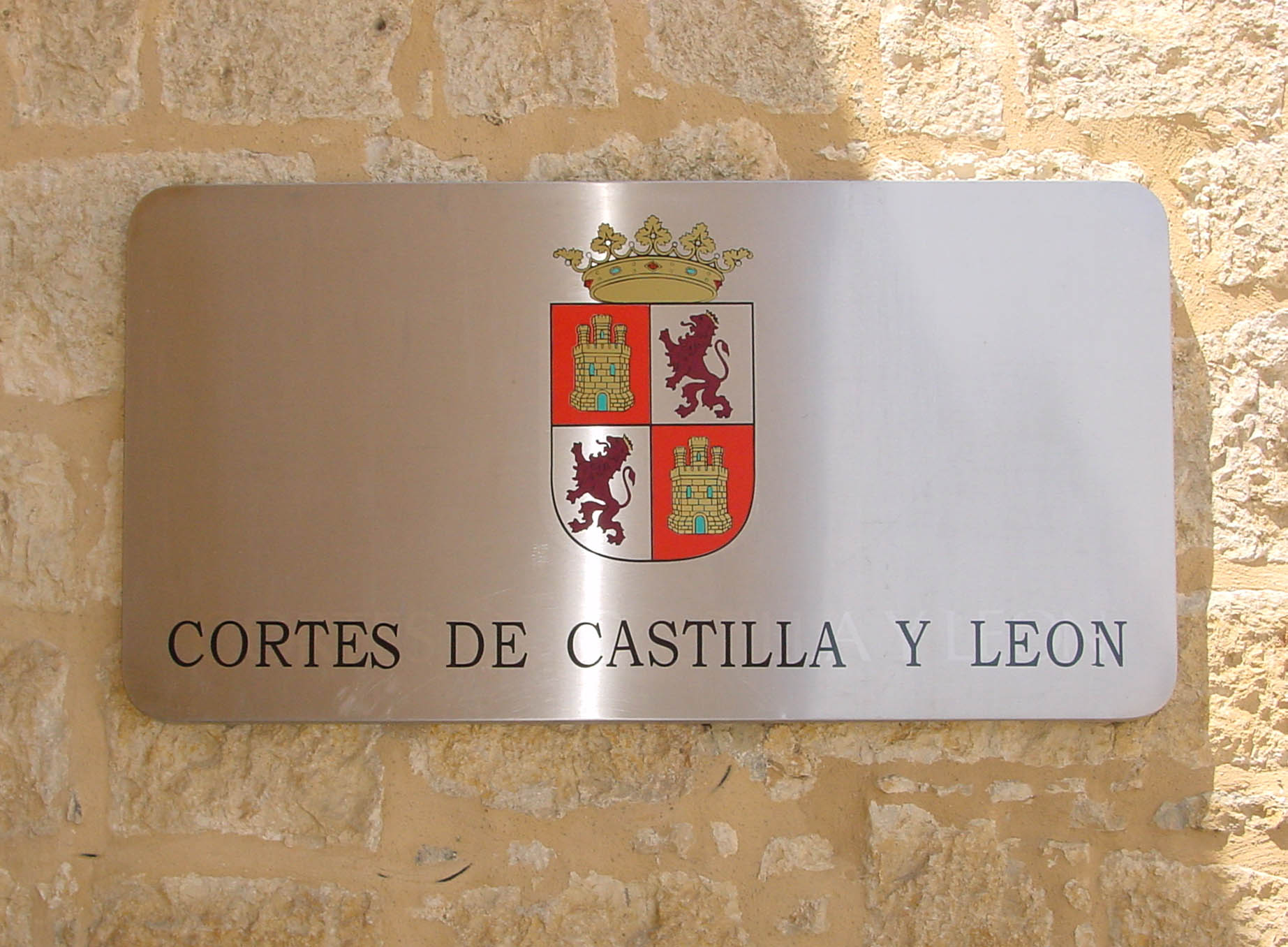
Este castillo fue sede de las Cortes de Castilla y León entre 1983 y 2007.

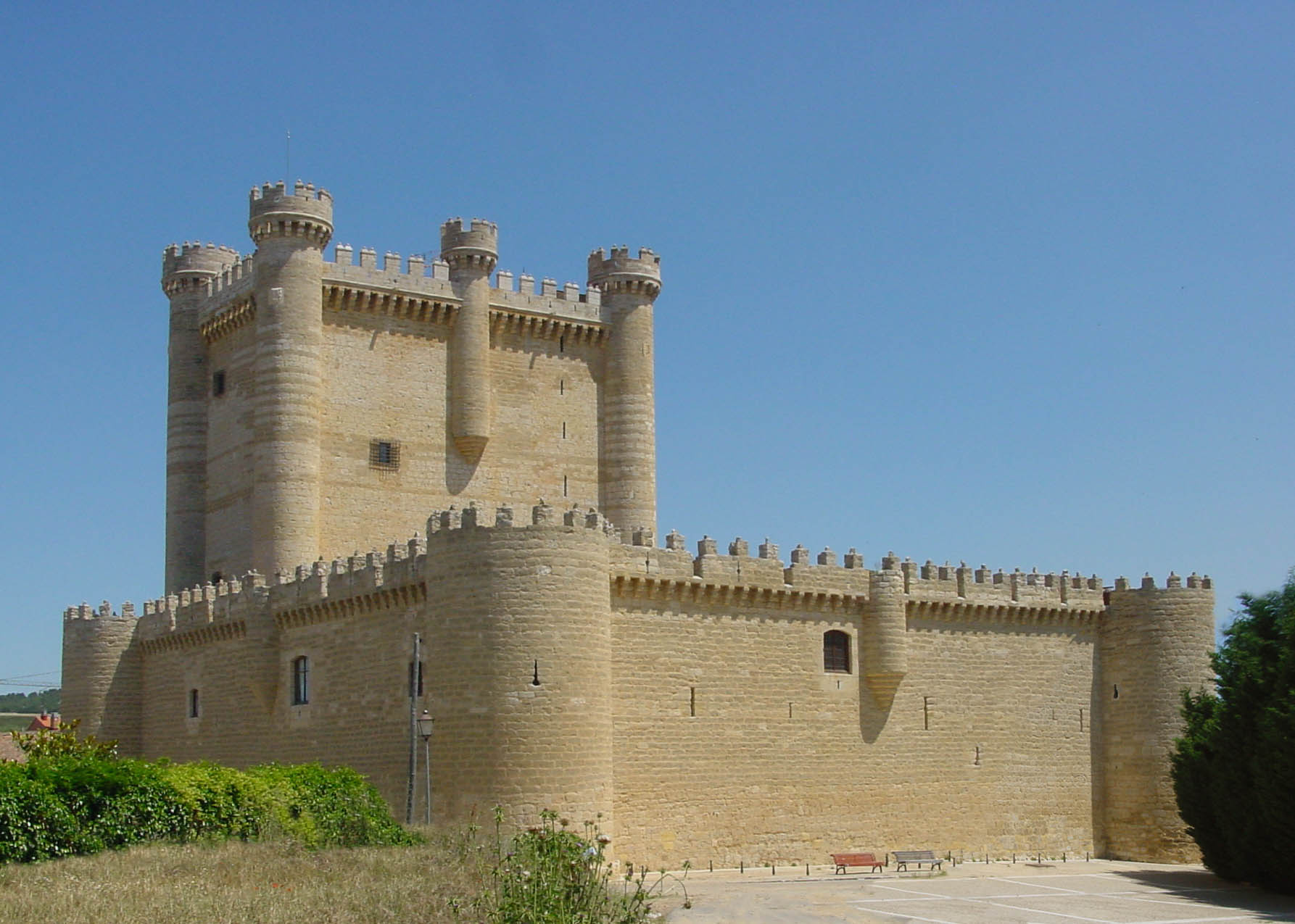
Castillo de Fuensaldaña en el año 2007.

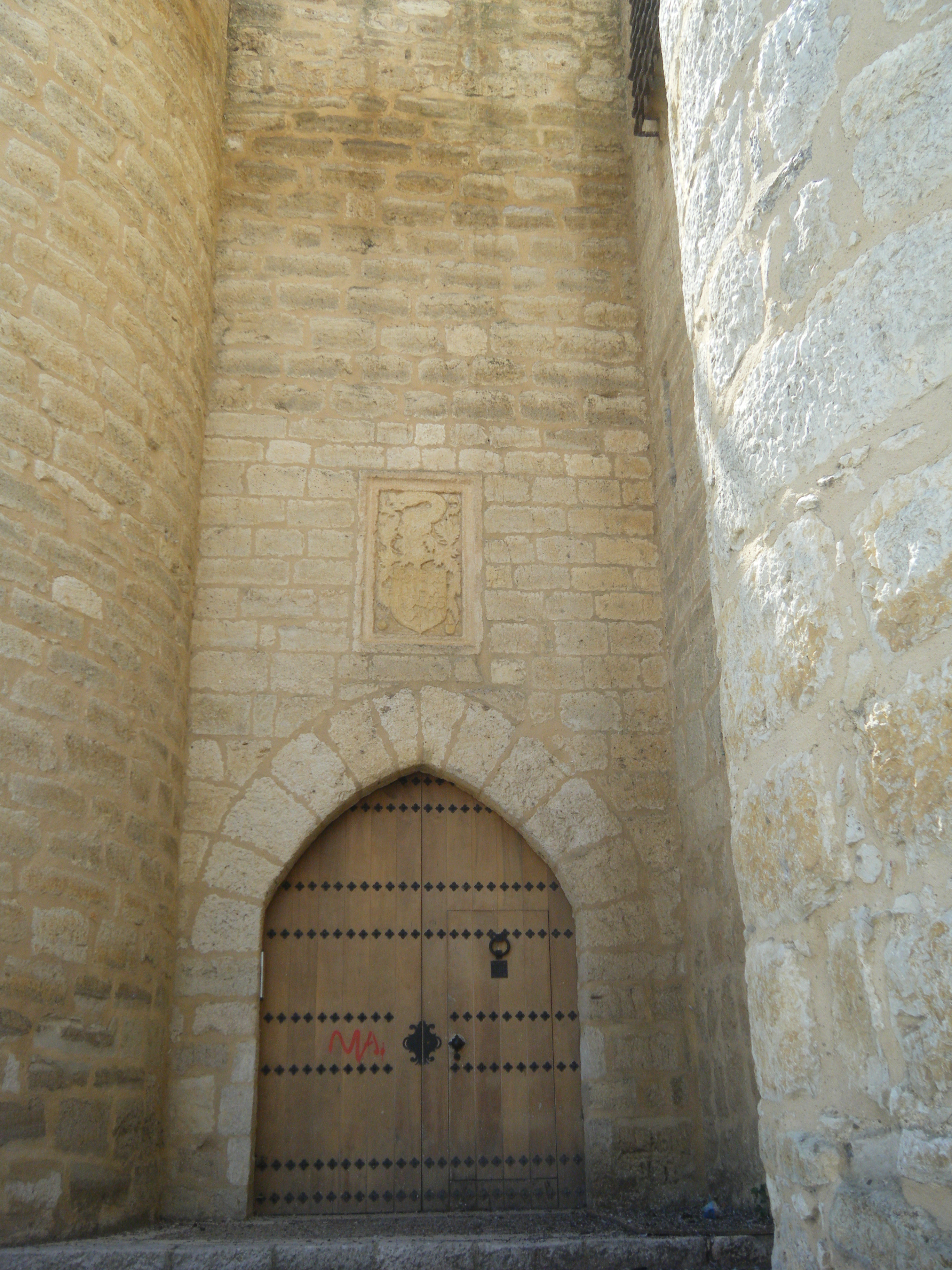
Entrada al Castillo.

En 1983 el castillo fue restaurado por la Diputación Provincial de Valladolid para convertirlo en parador turístico, uso que no llegó a tener, al ser cedido para la sede de las Cortes de Castilla y León, previa transformación y adaptación de su interior a las necesidades de sus nuevos ocupantes.

## Propiedad y uso
Es propiedad de la Diputación Provincial de Valladolid, pero fue cedido a la Junta de Castilla y León, siendo utilizado como sede de las Cortes de Castilla y León desde mayo de 1983 hasta traslado a la nueva sede de Valladolid que tuvo lugar en junio de 2007 a comienzos de la VII legislatura autonómica.
El castillo, durante casi un cuarto de siglo, ha contenido por tanto las dependencias del Parlamento de Castilla y León, tanto el hemiciclo como las oficinas de los grupos parlamentarios, así como la  biblioteca, las salas de comisiones y los distintos servicios administrativos. La última Sesión Plenaria que se celebró en el Castillo de Fuensaldaña tuvo lugar los días 13 y 14 de marzo de 2007, cerrando la VI Legislatura. La Sesión Constitutiva de la VII Legislatura, que tuvo lugar el 19 de junio de 2007, ya se celebró en la nueva sede de las Cortes de Castilla y León.

## Visitas
Es visitable en grupos. El acceso es libre, el interior restringido y previa solicitud.

## Protección
Este edificio se halla bajo la protección de la declaración genérica del Decreto de 22 de abril de 1949
y la Ley 16/1985
sobre el Patrimonio Histórico Español, por lo que es  Bien de Interés Cultural con categoría de  Monumento.